# Nacionalno prvenstvo ZDA 1931
Nacionalno prvenstvo ZDA 1931 v tenisu.

## Moški posamično
Ellsworth Vines :  George Lott  7-9 6-3 9-7 7-5

## Ženske posamično
Helen Wills Moody :  Eileen Bennett Whittingstall  6-4, 6-1

## Moške dvojice
Wilmer Allison /  John Van Ryn :  Gregory Mangin /  Berkeley Bell 6–4, 8–6, 6–3

## Ženske dvojice
Betty Nuthall /  Eileen Bennett Whittingstall :  Helen Jacobs /  Dorothy Round 6–2, 6–4

## Mešane dvojice
Betty Nuthall /  George Lott :  Anna McCune Harper /  Wilmer Allison 6–3, 6–3